# Collida del general
S'anomena collida del general / collita del general (de collir) o taula del general a cadascun dels llocs fronterers o duanes existents en l'antic regne d'Aragó, instaurats per a la recaptació del dret del General o impost de les Generalitats, referents al trànsit de mercaderies entre els diferents regnes peninsulars.
A mitjans del segle xiv es van establir 181 collides agrupades en sis circumscripcions anomenades Sobrecollidas i dues Taules independents, la de Saragossa i la de Escatrón.
Al capdavant de cada collida estava un collidor/collitor i al capdavant de cada sobrecollida un sobrecollidor/sobrecollitor.